# 豆生花属
豆生花属（学名：Pilostyles）是葫蘆目风生花科下的一属，约有25种，多数种类产于加利福尼亚南部至热带美洲，另有2种产澳大利亚西部。本属植物不进行光合作用，是一类全寄生植物，寄生于豆科植物的体内，花开在寄主的茎干表面。